# Грбови рејона Чувашије

Грбови рејона Чувашије обухвата галерију грбова административних јединица руске федералне републике Чувашије, са статусом градских округа и рејона, те њихове историјске грбове (уколико их има).
Већина грбова настала је након проглашење Републике Чувашије 1992. године.

## Грбови округа и рејона
- 1 — Грб рејона 
 Алатирски
- 2 — Грб рејона 
 Аликовски
- 3 — Грб рејона 
 Батиревски
- 4 — Грб рејона 
 Вурнарски
- 5 — Грб рејона 
 Ибресински
- 6 — Грб рејона 
 Канашки
- 7 — Грб рејона 
 Козловски
- 8 — Грб рејона 
 Комсомољски
- 9 — Грб рејона 
 Красноармејски
- 10 — Грб рејона 
 Красночетајски
- 11 — Грб рејона 
 Маријинско-Посадски
- 12 — Грб рејона 
 Моргаушки
- 13 — Грб рејона 
 Порешки
- 14 — Грб рејона 
 Урмарски
- 15 — Грб рејона 
 Цивиљски
- 16 — Грб рејона 
 Чебоксарски
- 17 — Грб рејона 
 Шемуршински
- 18 — Грб рејона 
 Шумерлински
- 19 — Грб рејона 
 Јадрински
- 20 — Грб рејона 
 Јаљчикски
- 21 — Грб рејона 
 Јантиковски